# Căpâlnița, Harghita
Căpâlnița (în maghiară Kápolnásfalu) este satul de reședință al comunei cu același nume din județul Harghita, Transilvania, România.

## Galerie de imagini

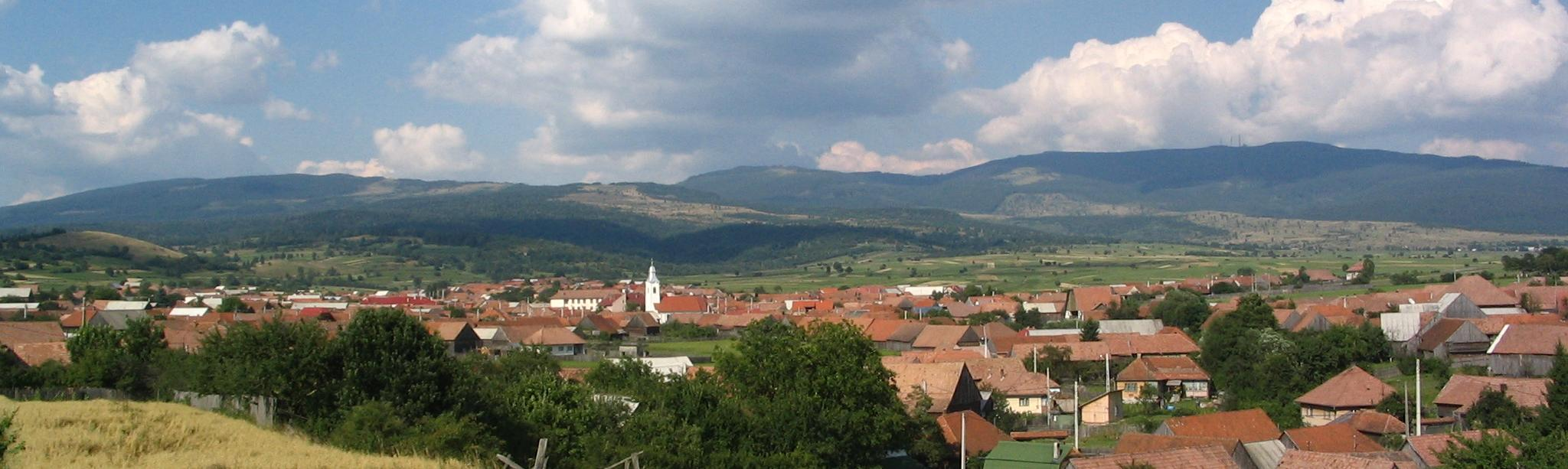
Căpâlnița

 Acest articol despre o localitate din județul Harghita este deocamdată un ciot. Puteți ajuta Wikipedia prin completarea lui.